# Кавлей
Кавле́й — деревня в Ардатовском районе Нижегородской области Россия. Входила в состав упраздненного Чуварлей-Майданского сельсовета. В данный момент входит в состав городского поселения рабочего посёлка Ардатов.

## Этимология
Название деревни происходит от одноимённой реки, на которой она стои́т. Название реки в свою очередь происходит от эрзянских слов кав — «камень» и лей — «овраг», «ручей». Название реки происходит от огромного камня, находящегося в центре древнего эрзянского языческого святилища.

## История
Деревня Кавлей появилась во второй четверти XVII века. Доказательством этому служит тот факт, что в Писцовых книгах 1628 года деревня ещё не упоминается, а в Писцовых книгах 1641 года уже имеется запись, что население Кавлея образовалось из «сходцев» от разных деревень. Само же новое поселение состояло в то время из 10 дворов.
По данным за 1677 год, за Кавлеем значилось 10 десятин усадебной земли, 8 десятин выгона, существовала двупольная система земледелия.
В 1696 году кавлейцы жаловались в Арзамас мордовскому воеводе Никите Наумову, что лет за 15 до этого сейными их полосами насильно завладели будники Чуварлейского стана, хотя мордва и продолжала платить с него подати. По этой жалобе из Москвы последовал указ о возвращении мордве и новокрещёным «полянки» в том случае, если будные майданы с тех земель сведены и «угожие» леса на поташное и смольчyжное дело вышли (государство защищало поташное производство).
Первым помещиком в Кавлее был некто Лемер. У местных жителей о нём сохранились предания как о жестоком человеке, издевавшимся над крестьянами и их дочерьми. Лемера убили разгневанные крестьяне. Жена его продала имение другому помещику — Якиму Александровичу Лобису. Дом Лемера сгорел, и Лобис построил себе новый большой дом, который стоит и поныне. Этому зданию сейчас более 245 лет.
Постройка эта деревянная, и возводили её крестьяне с помощью одного топора без помощи пилы. После смерти мужа вдова Лобиса Елизавета Андреевна довела крестьян до нищеты, на что крестьяне жаловались ардатовскому предводителю дворянства.
Вот что писала о тех временах местная газета «Колхозная правда» 27 ноября 1937 года в статье «Раньше и теперь»: «Деревня Кавлей до революции была в помещичьем сельце. Её окружали четыре имения. Вся земля, луга, леса принадлежали помещикам Пирогову, Вырыпаю, Юхсилину и помещице Лобизихе. Крестьяне имели земли „куриные слёзки“. Тяжело жилось мужику. Если зайдёт на помещичью землю скот — берут штраф, да ещё работать заставят неделю. Однажды помещик Пирогов за крестьянским стадом даже с ружьём охотился. Вертится мужик, из сил выбивается, а деваться некуда, помощи неоткуда ждать».
После смерти жены Лобиса имение перешло её старшему сыну Виктору. Перед отменой крепостного права в Кавлее было 77 дворов, из них 49 были «лошадными».
По статистическим данным за 1859 год, сельцо Кавлей было расположено на реке Кавлее, по правую сторону от торгового тракта Ардатов — Темников.
Население сельца было закреплено за помещиками Лобисом, князем Звенигородским, помещицами Логиновой и Помеловой. В то время в Кавлее насчитывалось б0 дворов, 392 человека: 190 мужчин и 202 женщины.
В начале XX веке деревня Кавлей входила в состав Гарской волости Ардатовского уезда.
В 1910 года в Кавлее числилось 93 двора, объединённых в шесть обществ.
По данным Нижегородского губернского гидрографического бюро, в 1912 году в деревне Кавлее числилось 97 дворов и 599 жителей, державших 350 голов крупного и мелкого скота.
В 1905 году в деревне работали заведения бакалейно-гастрономической торговли В. М. Трениной, И. А. Исаенковой. Здесь же располагался крахмало-паточный завод И. А. Капинкина и Ф. М. Визгалина. Деревня в те годы относилась к Гарской волости.
В 1908 году в Кавлее по ходатайству дочери Виктора Лобиса Надежды Викторовны была открыта трёхклассная школа. Она же и была первой учительницей в ней. После революции Н. В. Лобис вышла на пенсию. Умерла она в Кавлее.
В упомянутой выше статье в газете «Колхозная правда» от 27 ноября 1937 года сообщалось: «Октябрьская революция смела с лица земли все помещичьи гнезда. Земля перешла в руки крестьян. По Государственному акту Кавлейскому колхозу переданы на вечное пользование 700 га пахотной земли и 115 га луговых угодий.
Крестьяне объединились в колхозы. Например, колхозница Лапина Акулина Прокофьевна раньше побиралась, куска хлеба не было. Теперь имеет корову, 2 свиньи, 5 овец. Получила за трудодни около 15 пудов хлеба. Столько хлеба она раньше за несколько лет не имела…»
Некогда в Кавлее была участковая больница.
По данным обследования 1978 года, в деревне Кавлей насчитывалось 90 хозяйств и 245 жителей. В то время в деревне располагалась ферма по откорму крупного рогатого скота совхоза «Чуварлей-Майданский».
Жилой фонд состоял из 90 домов. Жители брали воду из колодцев, дома отапливали печами, пользовались баллонным газом.
Работали фельдшерско-акушерский пункт, восьмилетняя школа, клуб, сельмаг; остальные учреждения соцкультбыта находились в с. Гари (2 км), с. Чуварлей-Майдан (4 км), р. п. Ардатове. Населённый пункт классифицировался как «неперспективный».
Согласно обследованию 1992 года, в деревне насчитывалось 64 хозяйства и 120 жителей, из них 39 трудоспособных. Деревня продолжала оставаться усадьбой производственного назначения совхоза «Чуварлей-Майданский». Жилой фонд составляли 62 дома, половина которых была построена до Великой Отечественной войны; три дома заселялись сезонно. Дома по-прежнему отапливали печами, пользовались баллонным газом. Работали восьмилетняя школа, клуб, сельмаг; другие учреждения соцкультбыта находились в с. Гари, с. Чуварлей-Майдан, р. п. Ардатове.
Сообщение с областным и районным центрами, с правлением совхоза и станцией железной дороги (Мухтолово) осуществлялось автобусом и попутными автомобилями.
Подъезд к селу осуществляется по асфальтированному шоссе.

## Географическое положение
Деревня Кавлей находится на юго-западе Нижегородской области России, в месте падения речки Кавлей в реку Канергу. Административный центр муниципального округа Ардатов находится в 18 км к северо-востоку от Кавлея. Деревня соединена просёлочными дорогами на севере с селом Чуварлей-Майдан (расстояние 4 км), на востоке — с селом Гари (2 км), на юге — с посёлком Луктосом (8 км). Со всех сторон деревня окружена лиственными лесами. Высота над уровнем моря около 143 метров.
Деревня Кавлей, как и вся Нижегородская область, находится в часовой зоне МСК (московское время). Смещение применяемого времени относительно UTC составляет +3:00.

## Административная принадлежность
Деревня Кавлей входит в состав административно-территориального образования Рабочий посёлок Ардатов Ардатовского муниципального округа Нижегородской области Российской Федерации.

## Климат
Деревня находится в зоне умеренно-континентального климата, который характеризуется холодной продолжительной зимой и тёплым, но достаточно коротким летом. За год выпадает в среднем 450—550 мм осадков, из них 68 % — в виде дождя и 32 % — в виде снега. Среднегодовая относительная влажность воздуха — 76 %. Снежный покров достигает 50 см, а в особо снежные зимы может достигать одного метра и более.
Весна приходит резко, обычно к середине апреля, при этом вплоть до середины мая нередки заморозки. Лето сравнительно короткое и достаточно жаркое — в отдельные годы температура может достигать 36 °C. Шапка лета приходится на июль. В конце весны и лета нередки грозы — их может случаться до 20 за год, почти каждый год выпадает град. Осень приходит в сентябре и стоит до начала ноября, но уже в сентябре нередки заморозки. Зима наступает в начале ноября и продолжается до середины марта. Обычно первый снег выпадает в октябре и держится в течение пяти месяцев, сходит к 10—15 апреля. Почва промерзает на глубину 70—90 см.
Вегетационный период составляет 189 дней, продолжительность безморозного периода — 137 дней.

## Население
| Численность населения | Численность населения | Численность населения | Численность населения | Численность населения | Численность населения | Численность населения | Численность населения | Численность населения | Численность населения | Численность населения | Численность населения | Численность населения | Численность населения | Численность населения |
| 1641                  | 1677                  | 1719                  | 1721                  | 1745                  | 1859                  | 1890                  | 1912                  | 1916                  | 1978                  | 1992                  | 1999                  | 2002                  | 2010                  | 2021                  |
| --------------------- | --------------------- | --------------------- | --------------------- | --------------------- | --------------------- | --------------------- | --------------------- | --------------------- | --------------------- | --------------------- | --------------------- | --------------------- | --------------------- | --------------------- |
| 10                    | ↗27                   | ↗121                  | ↗187                  | ↘70                   | ↗392                  | ↘255                  | ↗599                  | ↗640                  | ↘245                  | ↘120                  | ↘77                   | ↘36                   | ↘18                   | ↘6                    |

## Инфраструктура
В деревне две улицы: Заречная и Школьная.